# 铁骨比约恩
铁骨比约恩是北欧传说中一位传奇的维京首领与瑞典国王。据12至13世纪的斯堪的纳维亚史书记载，他是著名维京领袖拉格纳·洛德布罗克（Ragnar Lodbrok）之子，活跃于公元9世纪，其事迹在855年与858年的文献中有所印证。传说中，比约恩被视为瑞典蒙索王朝（Munsö dynasty）的首位统治者。18世纪初，古物学家宣称位于蒙索岛（Munsö）的一座古坟为其陵墓，称为“比约恩·铁面之丘”（Björn Järnsidas hög）。
中世纪文献记载了比约恩的子孙谱系，包括其子埃里克·比约恩松（Erik Björnsson）与豪吉的比约恩（Björn at Haugi）。冰岛萨迦（sagas）更将比约恩追溯为蒙索家族的祖先——该王室家族统治瑞典王国直至约1060年。作为拉格纳·洛德布罗克之子，他继承了父亲的冒险血统，其名“铁骨”（Järnsida）或源于其无畏征战的铁血意志，或暗喻其铠甲坚不可摧。
比约恩继承了其父的遗志，率领维京人在大西洋沿岸和地中海进行掠夺和远征，他还参加了845年对巴黎的围攻。他曾抵达瓜达基维尔河，然后跨过直布罗陀海峡，到达穆尔西亚和巴利阿里群岛，最后甚至到达了比萨和罗马。